# 明徳馬皇后
馬皇后（ばこうごう）は、後漢の明帝の皇后。諡は徳で、諡号としては夫の諡を重ねて明徳皇后（めいとくこうごう）。武将として光武帝の漢朝再興に貢献した馬援の娘である。

## 概要
13歳で当時皇太子であった劉荘（後の明帝）の後宮に入り、明帝即位後に貴人となる。陰皇太后らの推薦で皇后に立てられた。永平18年（75年）に明帝が崩御し章帝が即位すると皇太后となった。
唐の太宗の長孫皇后や光武帝の皇后陰麗華と共に、歴代でも屈指の賢夫人の一人とされ、政治に対しての介入は一切せず、親類が外戚として権力を振るうことを押さえ込んだ。ゆえに光武帝・明帝の2代には後漢朝の通弊である外戚禍がほとんどなかった。ただその馬皇后も一度だけ権力を私的に使ったことがある。前漢の時代に反乱を起こした一族の馬何羅のことを『漢書』に載せないで欲しいと班固に頼んだのだが、班固はこれを断った。ただし、『漢書』で馬何羅を「莽何羅」と記していることが多いのは、馬皇后らとの関係を隠蔽しようとしたからである可能性がある。
まだ貴人だった頃、明帝の五男劉炟（後の章帝、生母は賈貴人）を養子にする。そのため、即位後の章帝は馬太后に母のように孝行した。それに対して、賈貴人は母扱いされなかった。その親族はいかなる官位も得られなかった。馬太后が崩御した後も、賈貴人は皇太后になれず、先帝の高位の妃嬪程度の待遇を受けただけだった。その後の賈貴人は消息不明となった。